# 日本心理学諸学会連合
日本心理学諸学会連合（にほんしんりがくしょがっかいれんごう、英語: Japanese Union of Psychological Associations）は、日本における心理学系学会の連合体である。日本心理学界協議会を前身として1999年（平成11年）に結成された。団体の略称は日心連。心理学検定主催団体。

## 加盟学会
※ 2011年現在の加盟学会は以下の45団体
- 社団法人 日本心理学会
- 産業・組織心理学会
- 日本LD学会
- 日本応用教育心理学会
- 日本応用心理学会
- 日本カウンセリング学会
- 日本学生相談学会
- 日本家族心理学会
- 日本学校心理学会
- 日本感情心理学会
- 日本基礎心理学会
- 日本キャリア教育学会
- 日本教育心理学会
- 日本グループ・ダイナミックス学会
- 日本K-ABCアセスメント学会
- 日本健康心理学会
- 日本交通心理学会
- 日本行動科学学会
- 日本行動分析学会
- 日本行動療法学会
- 日本催眠医学心理学会
- 日本キャリア・カウンセリング学会
- 日本質的心理学会
- 日本社会心理学会
- 日本自律訓練学会
- 日本ストレスマネジメント学会
- 日本青年心理学会
- 日本生理心理学会
- 日本動物心理学会
- 日本特殊教育学会
- 日本人間性心理学会
- 日本認知心理学会
- 日本パーソナリティ心理学会
- 日本バイオフィードバック学会
- 日本箱庭療法学会
- 日本発達心理学会
- 日本犯罪心理学会
- 日本福祉心理学会
- 日本ブリーフサイコセラピー学会
- 日本マイクロカウンセリング学会
- 日本遊戯療法学会
- 日本リハビリテイション心理学会
- 日本理論心理学会
- 日本臨床心理学会
- 日本臨床動作学会
- 一般社団法人 日本心理臨床学会